# Fokker Universal
Die Fokker Universal (auch bezeichnet als Fokker F.9) war das erste in den Vereinigten Staaten produzierte Flugzeug, welches auf den Entwürfen des aus den Niederlanden stammenden und in die USA ausgewanderten Flugzeugentwicklers Anthony Fokker basierte. Hersteller war die von Fokker gegründete Atlantic Aircraft Corporation (später Fokker Aircraft Company) in Teterboro, New Jersey, die zuvor andere Flugzeugmuster in Lizenz hergestellt hatte.

## Entwicklung
Im ersten Entwurf aus dem Jahre 1925 sollte die Fokker Universal von einem 149 kW (200 PS) leistenden Wright J-4-Motor oder einem 164 kW (220 PS) leistenden Wright J-5-Motor angetrieben werden. In der endgültigen Variante, mit deren Entwicklung Robert B.C. Noorduyn beauftragt worden war, wurde der Wright J-6 mit 246 kW (330 PS) eingebaut.
Die beiden Treibstofftanks waren in den Tragflächen eingebaut. Wie zur damaligen Zeit üblich, saß der Pilot in einem offenen Cockpit, in dem hinter dem Pilotensitz liegenden geschlossenen Passagierabteil fanden vier bis sechs Passagiere oder eine entsprechende Menge Fracht (427 kg) Platz.
Das Flugzeug wurde 1927 für ca. 14.000 US-Dollar verkauft. Produziert wurden 44 Maschinen, von denen etwa die Hälfte nach Kanada verkauft wurden. Der US-amerikanische Polarforscher Richard Evelyn Byrd verwendete eine Maschine, die überdies namensgebend für die Fokker Rocks ist, bei seiner ersten Antarktisexpedition (1928–1930). Der Typ wurde zur Fokker Super Universal weiterentwickelt.

## Der „Geist des Charron Lake“
Eine Fokker Universal mit dem Kennzeichen G-CAJD stürzte während eines Schneesturms am 10. Dezember 1931 in den Charronsee in der kanadischen Provinz Manitoba. Nach einer 30-jährigen Suche nach dem Flugzeug – genannt „The Ghost of Charon-Lake“ – wurde es im Jahr 2005 durch ein Team des Western Canada Aviation Museums (seit Dezember 2014: Royal Aviation Museum of Western Canada) auf dem Grund des Sees entdeckt. Im Juli 2006 wurden der Motor und einige andere Teile der Maschine geborgen. Bei einer weiteren Aktion im Jahre 2007 wurden weitere Teile geborgen und im Museum zwischengelagert. Eine Entscheidung über die weitere Verwendung dieser Teile ist bisher (Stand Januar 2017) nicht getroffen worden.

## Nutzer
Australien
- Ansett Airways

 Kanada
- Canadian Airways
- Canadian Colonial Airways
- Department of Marine and Fisheries (heute Fisheries and Oceans Canada)
- Western Canada Airways

 Kuba
- Kubanische Marine

 Honduras
- Honduranische Luftwaffe

 Ungarn
- Ungarische Luftwaffe

 Vereinigte Staaten
- National Parks Airways
- Pacific Air Transport
- Pure Oil
- Standard Air Lines

## Technische Daten

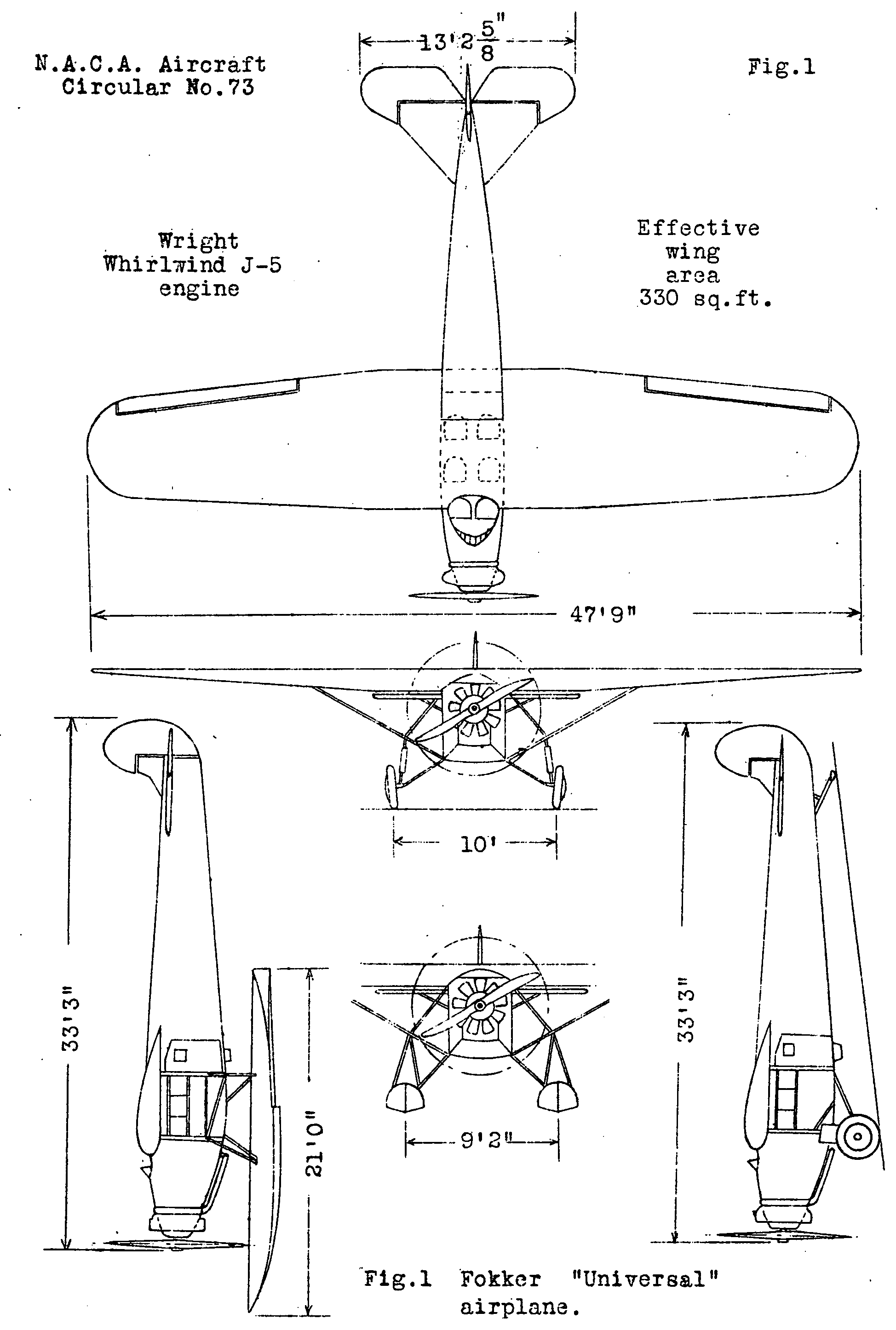
Dreiseitenansicht mit Darstellung der Schwimmerversion

| Kenngröße             | Daten                                  |
| --------------------- | -------------------------------------- |
| Besatzung             | 1                                      |
| Passagiere            | 4–6 (oder 427 kg Fracht)               |
| Länge                 | 10,13 m                                |
| Spannweite            | 14,56 m                                |
| Höhe                  |                                        |
| Flügelfläche          | 31,68 m²                               |
| Flügelstreckung       | 6,7                                    |
| Nutzlast              |                                        |
| Leermasse             | 996 kg                                 |
| max. Startmasse       | 1818 kg                                |
| Reisegeschwindigkeit  | 158 km/h                               |
| Höchstgeschwindigkeit |                                        |
| Dienstgipfelhöhe      | 3658 m                                 |
| Reichweite            | 805 km                                 |
| Triebwerke            | Wright J-6 Sternmotor, 330 PS (246 kW) |